# Wasmannia
Wasmannia es un género de hormigas sociales, nativas de hábitats tropicales. Una de sus especies, W. auropunctata, es una de las cinco especies de hormigas incluidas entre las peores especies invasoras del mundo, es también una especie muy notable por ser capaz de reproducir clónicamente a reinas y machos, y también por su dolorosa picada, desproporcionada para su tamaño.

## Especies
- Wasmannia auropunctata ( Roger, 1863)
- Wasmannia iheringi
- Wasmannia rochai
- Wasmannia scrobifera
- Wasmannia sigmoidea
- Wasmannia undet